# Līva Bredika
Līva Bredika (geb. Brivule, * 30. März 1986 in Riga) ist eine lettische Volleyball- und ehemalige Beachvolleyballspielerin. Sie ist lettische Meisterin im Hallenvolleyball und dreifache Pokalsiegerin in ihrem Heimatland.

## Karriere

### Karriere Halle
Brivule startete ihre Volleyballkarriere am Murjāņu Sporta Ģimnāzija. Sie wurde dort von 2001 bis 2005 ausgebildet. Von 2004 bis 2006 war die Mittelblockerin im Team der Frauennationalmannschaft. Anschließend begann ihre Hochschullaufbahn an der Universität Lettlands, die sie von 2006 bis 2009 besuchte. Es folgte der Transfer zur Kent State University. In ihrer Sophomore-Saison führte die Athletin aus dem Baltikum die Blockstatistik ihres Teams mit 123 erfolgreichen Blocks an, davon sechzehn Einzelblocks.
Außerdem hatte sie die zweitmeisten erfolgreichen Angriffsversuche für die Golden Flashes. Diese Leistungen wurden mit einigen Auszeichnungen belohnt. So wurde Brivule 2009 ins Second All-MAC Team gewählt, wurde Raider Challenge Tournament MVP und Letterwinner in der gleichen Spielzeit. Auch als Junior erwies sich die Lettin als wertvolle Spielerin für das Volleyballteam aus Ohio.
2013 unterstützte Brivule noch einmal die Auswahl ihrer Heimat als Block- und Angriffsspezialistin. Auch 2016 war sie für das lettische Nationalteam im Einsatz. Im gleichen Jahr wurde sie mit SK Babīte zum ersten Mal Vizemeisterin in der höchsten Spielklasse ihres Heimatlandes. 2017 wurde der Club ebenfalls Zweiter und zusätzlich Pokalsieger. Eine Saison später gelang sogar das Double. Es dauerte weitere fünf Spielzeiten, bis Līva Bredika, wie sie inzwischen hieß, mit ihrem neuen Verein VK Jelgava ihre dritte Vizemeisterschaft und ihren dritten Pokaltriumph erreichte. 2023 kam der vierte zweite Platz in der Liga hinzu.

### Karriere Beach
Līva Brivule startete nur bei nationalen Wettbewerben im Sand. 2006 erreichte sie mit Sallija Arhipova das Halbfinale der lettischen Meisterschaften. Ein Jahr später stand sie gemeinsam mit Aleksandra Tihovska im Endspiel dieses Wettbewerbs.

## Auszeichnungen
- 2009: Second All-MAC Team
- 2009: Raider Challenge Tournament MVP
- 2009: Letterwinner

## Privates
Līva ist die Tochter von Lolita Brivule und Artis Brivulis. Ihre fünf Geschwister heißen Linda, Oskars, Juris, Artis und Liene. Linda wurde 2002 Juniorenweltmeisterin im Speerwurf. Später studierte sie an der Abilene Christian University Sportpädagogik und war eine von drei ACU-Athletinnen, die die amerikanischen Meisterschaften in dieser Wurfdisziplin gewannen. Līva Brivule studierte in Riga und in den USA Pädagogik.